# Daniel L. Fapp
Pour les articles homonymes, voir Fappani.
Daniel L. Fapp, ou Daniel L. Fappani, est un directeur de la photographie américain né le 21 avril 1904 à Kansas City, Kansas, mort le 19 juillet 1986 à Laguna Niguel (Californie).

## Biographie
Daniel L. Fapp a été nommé six fois à l'Oscar de la meilleure photographie, qu'il a obtenu en 1962 pour West Side Story.

## Filmographie
- 1941 : World Premiere
- 1941 : Glamour Boy de Ralph Murphy
- 1942 : True to the Army
- 1942 : Henry and Dizzy
- 1942 : Priorities on Parade
- 1942 : Ton cœur est mon cœur (My Heart Belongs to Daddy) de Robert Siodmak
- 1943 : Lady Bodyguard
- 1943 : Paramount Victory Short No. T2-4: The Aldrich Family Gets in the Scrap
- 1943 : Henry Aldrich Gets Glamour
- 1943 : Henry Aldrich Swings It
- 1943 : Henry Aldrich Haunts a House
- 1944 : Henry Aldrich, Boy Scout
- 1944 : Henry Aldrich Plays Cupid
- 1944 : Henry Aldrich's Little Secret
- 1944 : Le bonheur est pour demain (And Now Tomorrow)
- 1945 : Le Prix du bonheur  (You Came Along) de John Farrow
- 1945 : La Duchesse des bas-fonds (Kitty)
- 1945 : Épousez-moi, chérie ! (Hold That Blonde!)
- 1946 : À chacun son destin (To Each His Own)
- 1947 : Easy Come, Easy Go
- 1947 : Ma femme, la capitaine (Suddenly, It's Spring)
- 1947 : Les Anneaux d'or (Golden Earrings)
- 1948 : La Grande Horloge (The Big Clock)
- 1948 : Hazard
- 1948 : Dream Girl
- 1949 : La Vengeance des Borgia (Bride of Vengeance)
- 1949 : Un crack qui craque (Sorrowful Jones)
- 1949 : L'Ange endiablé (Red, Hot and Blue)
- 1949 : Song of Surrender (en)
- 1950 : Chaînes du destin (No Man of Her Own)
- 1950 : Midi, gare centrale (Union Station)
- 1951 : Le Môme boule-de-gomme (The Lemon Drop Kid)
- 1951 : Tête d'or et tête de bois (The Redhead and the Cowboy)
- 1951 : La Part du jeu (Darling, How Could You!) de Mitchell Leisen
- 1952 : La Polka des marins (Sailor Beware)
- 1952 : Tout peut arriver (Anything Can Happen)
- 1952 : Parachutiste malgré lui (Jumping Jacks)
- 1952 : Le Cabotin et son compère (The Stooge)
- 1953 : The Girls of Pleasure Island
- 1953 : Amour, Délices et Golf (The Caddy) de Norman Taurog
- 1953 : Un galop du diable (Money from Home)
- 1954 : Un grain de folie (Knock on Wood)
- 1954 : C'est pas une vie, Jerry (Living It Up)
- 1955 : À l'ombre des potences (Run for Cover), de Nicholas Ray
- 1955 : Horizons lointains (The Far Horizons)
- 1955 : Un pitre au pensionnat (You're Never Too Young)
- 1955 : Artistes et Modèles (Artists and Models)
- 1956 : Bing Presents Oreste
- 1956 : Millionnaire de mon cœur (The Birds and the Bees)
- 1956 : Le Trouillard du Far West (Pardners)
- 1956 : Un vrai cinglé de cinéma (Hollywood or Bust)
- 1957 : Le Pantin brisé (The Joker Is Wild)
- 1957 : Le Virage du diable (The Devil's Hairpin)
- 1958 : Désir sous les ormes (Desire Under the Elms)
- 1958 : Les Diables au soleil (Kings Go Forth)
- 1959 : Dans la souricière (The Trap)
- 1959 : Millionnaire de cinq sous (The Five Pennies)
- 1959 : Li'l Abner
- 1960 : Les marines attaquent (All the Young Men)
- 1960 : Le Milliardaire (Let's Make Love)
- 1961 : West Side Story
- 1961 : Un, deux, trois (One, Two, Three)
- 1962 : Bachelor Flat
- 1962 : Le Pigeon qui sauva Rome (The Pigeon That Took Rome) de Melville Shavelson
- 1963 : La Grande Évasion (The Great Escape)
- 1963 : La Fille à la casquette (A New Kind of Love)
- 1963 : L'Idole d'Acapulco (Fun in Acapulco)
- 1963 : Pousse-toi, chérie (Move Over, Darling)
- 1964 : La Reine du Colorado (The Unsinkable Molly Brown)
- 1964 : Ne m'envoyez pas de fleurs (Send Me No Flowers)
- 1964 : Trois filles à Madrid (The Pleasure Seekers)
- 1965 : I'll Take Sweden (en)
- 1966 : Our Man Flint
- 1966 : Lord Love a Duck de George Axelrod
- 1966 : Le Tombeur de ces demoiselles (Spinout) de Norman Taurog
- 1967 : Croisière surprise (Double Trouble) de Norman Taurog
- 1968 : Sweet November de Robert Ellis Miller
- 1968 : Cinq cartes à abattre (5 Card Stud) de Henry Hathaway
- 1968 : Destination Zebra, station polaire (Ice Station Zebra) de John Sturges
- 1969 : Les Naufragés de l'espace (Marooned) de John Sturges